# Chun Lee-kyung
Chun Lee-Kyung, née le 6 janvier 1976, est une patineuse de patinage de vitesse sur piste courte coréenne qui a dominé la discipline dans les années 1990.

## Jeux olympiques
- Jeux olympiques d'hiver de 1994 à Lillehammer ( Norvège) :
  -  Médaille d'or 1 000 m
  -  Médaille d'or sur relais 3 000 m

- Jeux olympiques d'hiver de 1998 à Nagano ( Japon) :
  -  Médaille de bronze 500 m
  -  Médaille d'or 1 000 m
  -  Médaille d'or sur relais 3 000 m